# Melbourne (Québec)
Ne pas confondre avec l'ancien village de Melbourne, fusionné avec Richmond en 1999
Pour les articles homonymes, voir Melbourne (homonymie).
Melbourne est une municipalité de canton du Val-Saint-François, en Estrie, au Québec (Canada).
Essentiellement rurale, la municipalité est située en périphérie du village de Kingsbury et du secteur urbain de Melbourne, lui-même compris dans le territoire de la ville de Richmond.

## Toponymie

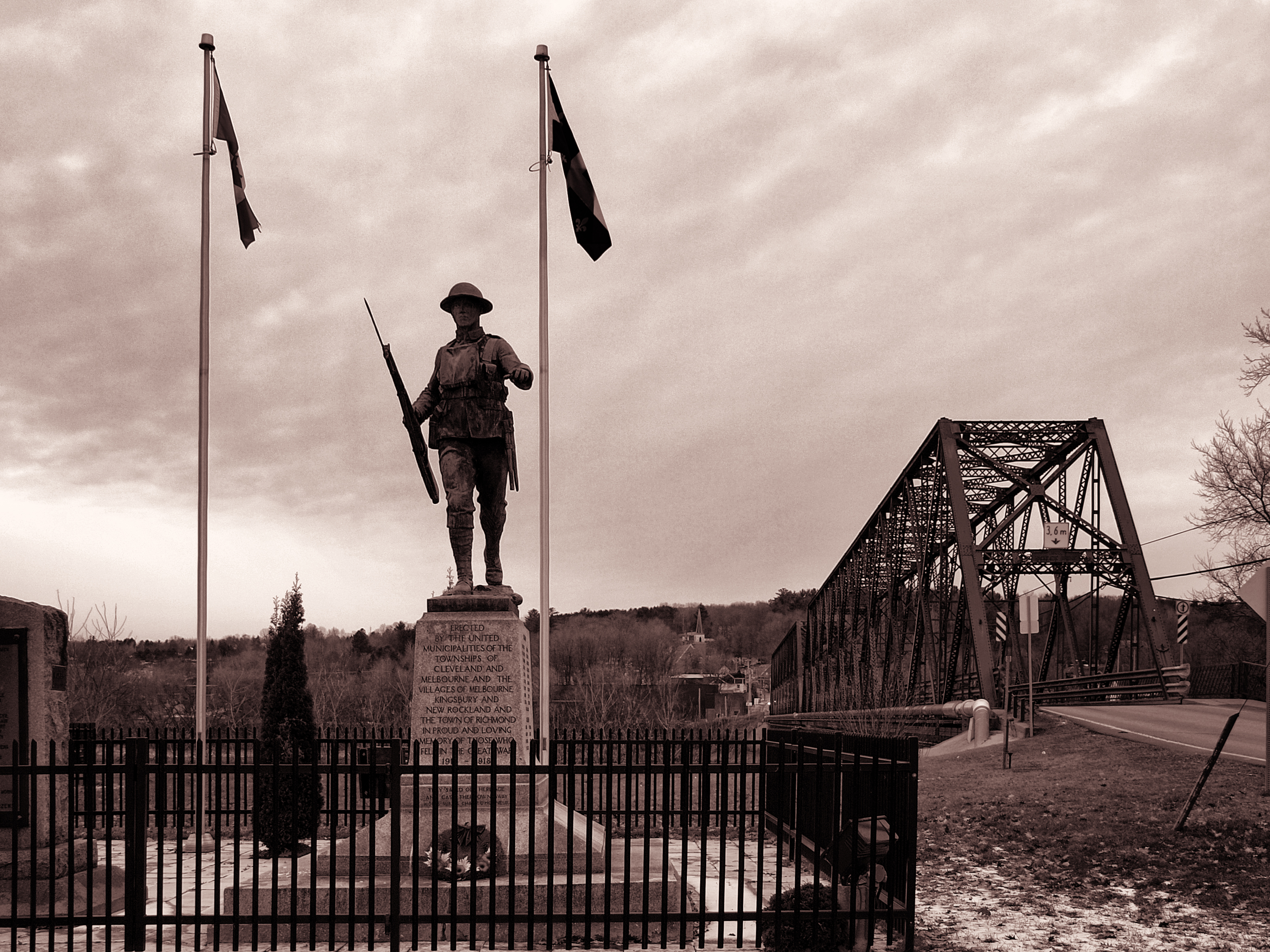
Monument aux morts Guerre 1914-1918

« Melbourne » est un nom courant dans la toponymie anglaise.

## Histoire
Les pionniers de Melbourne, originaires de la Nouvelle-Angleterre, s'y sont installés vers 1799, attirés par les terres encore disponibles. Ils ont érigé la paroisse en 1845 et fondé le village de Melbourne en 1860.

## Géographie

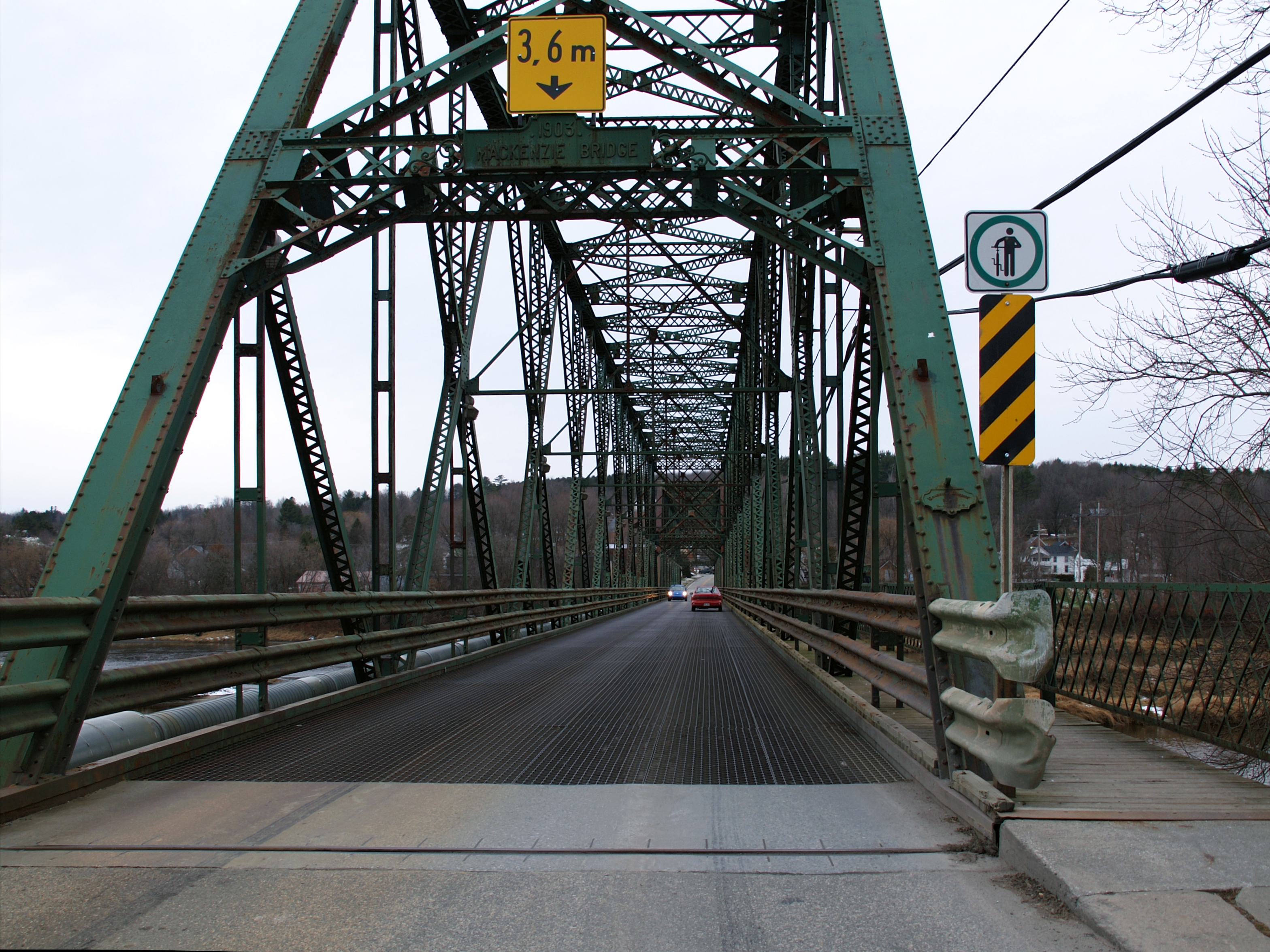
Le Pont Mackenzie (rue Bridge) sur la rivière Saint-François

Melbourne est accessible par l'autoroute 55 et la route 243.

### Hydrographie
La rivière au Saumon se jette dans la rivière Saint-François à la hauteur de Melbourne.

## Démographie
| 1991  | 1996 | 2001 | 2006  | 2011 | 2016  | 2021  |
| ----- | ---- | ---- | ----- | ---- | ----- | ----- |
| 1 055 | 977  | 951  | 1 095 | 979  | 1 063 | 1 096 |

## Administration
Les élections municipales se font en bloc pour le maire et les six conseillers.
| Melbourne Maires depuis 2001                                                                                         |                |         |          |
| Élection | Maire          | Qualité | Résultat |
| 2001 | Daryl Grainger |         | Voir     |
| 2005 | Daryl Grainger | Voir    |          |
| 2009 | James Johnston |         | Voir     |
| 2013 | James Johnston | Voir    |          |
| 2017 | James Johnston | Voir    |          |
| 2021 | James Johnston | Voir    |          |
| Élection partielle en italique Depuis 2005, les élections sont simultanées dans toutes les municipalités québécoises |                |         |          |

## Personnalités liées
La photo de Michael Viens, soldat canadien, originaire du Canton de Melbourne figure sur la pièce de 0.25$ canadien, émise lors du Jour du Souvenir, en novembre 2010. Cette pièce créée par la Monnaie royale canadienne, a été produite à 11 millions d'exemplaires.
Marie-Claire Blais y avait une résidence, en plus de Montréal et Key West.

## Attraits

### Halte routière
Directement à l'intersection des routes 55 et 243, Melbourne a vu s'ériger en juin 2010 la première halte routière d'un nouveau concept pour le Québec. Construite en partenariat public-privé avec la compagnie Immostar Inc., la halte routière de Melbourne a nécessité des investissements de l’ordre de 6,6 millions de dollars de la part de ce partenaire, qui s’est associé à des exploitants majeurs et réputés en matière de services au public. La halte routière abrite sous un même toit un dépanneur (Couche-Tard), une station-service (Esso) et un restaurant (McDonald's).
- L'église congrégationniste St. Andrew's (1820)
- L'église unie Melbourne Ridge (1858)
- Musée de la Société d’histoire du comté de Richmond